# Casamento de Jigme Khesar Namgyal Wangchuck e Jetsun Pema
O Casamento de Jigme Khesar Namgyal Wangchuck, Rei do Butão, e Jetsun Pema realizou-se a 13 de outubro de 2011, no Punakha Dzong em Punakha, Butão. O atual rei do Butão, Jigme Khesar Namgyal Wangchuck, casou com Jetsun Pema, que se tornou rainha.   

## Noivado
Jigme Khesar Namgyal Wangchuck anunciou o seu noivado com Jetsun Pema, na abertura do Parlamento do Butão em 20 de maio de 2011.

## Cerimônia
Antes da cerimónia, os noivos receberam as bênçãos domachhen (relíquia sagrada) do Shabdrung Ngawang Namgyal. A cerimónia tradicional budista começou por volta de 08:20, o tempo definido pelos astrólogos reais quando o rei, vestindo a faixa amarela real, entrou no pátio do mosteiro do século 17 na antiga capital de Punakha e procedeu a alta escadaria dentro. 

Coroa do Rei

### Local

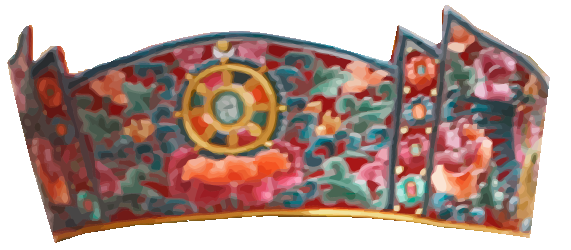
Coroa da Rainha

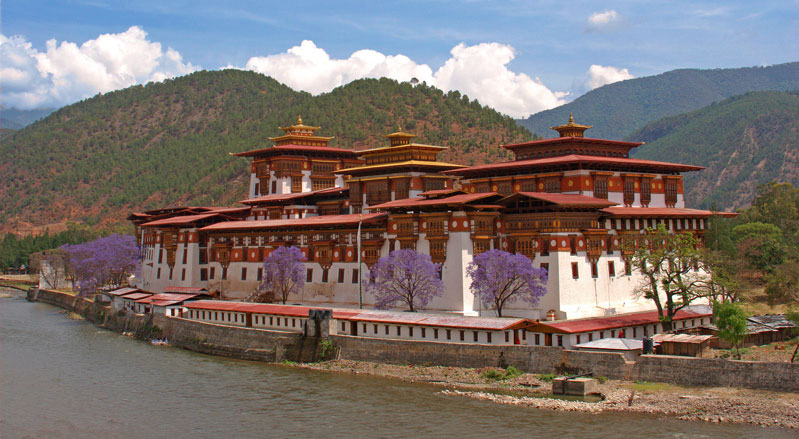
Punakha Dzong

A cerimónia principal ocorreu no Punakha Dzong,, a segunda maior estrutura dzong no Butão. O Punakha Dzong tem servido como uma fortaleza e monastério budista.  O edifício, que pode ser acessado por uma passarela, foi reformado e pintado para a cerimónia.  jardins do Punakha Dzong, também foram replantadas. 

### Traje de casamento
O noivo usou o traje butanês tradicional. A noiva, Jetsun Pema, haviam encomendado vários elaborados Kira, o traje nacional para as mulheres do Butão, dentre proeminentes tecelões no país.
O rei usava uma rosa modelada de seda amarela, o mesmo gho que o seu pai e avô usaram nos seus casamentos.

### Convidados
Os convidados eram predominantemente os membros da família real do Butão, funcionários do governo, amigos da família real, e a imprensa.
O casamento não contou com a presença de membros de famílias reais estrangeiras.

#### Família Real Butanesa
- SM o Rei-pai Jigme Singye Wangchuck
SM a Rainha-mãe Dorji Wangmo
SM a Rainha-mãe Tshering Pem
SM a Rainha-mãe Tshering Yangdon
SM a Rainha-mãe Sangay Choden
  - SAR a Princesa Sonam Dechen
  - SAR o Príncipe Jigyel Ugyen
  - SAR a Princesa Chimi Yangzom
  - SAR a Princesa Kesang Choden
  - SAR o Príncipe Ugyen Jigme
  - SAR a Princesa Dechen Yangzom
  - SAR o Príncipe Jigme Dorji
  - SAR o Príncipe Khamsum Singhye
  - SAR a Princesa Euphelma Choden
- SM a Rainha-avó Kesang Choden
  - SAR a Princesa Sonam Choden
    - Lorde Mila Singye
    - Lady Maytho

  - SAR a Princesa Dechen Wangmo
    - Lorde Zilon Dorji
    - Lady Mendharawa Dorji

  - SAR a Princesa Pem Pem
    - Lady Kesang Choden

  - SAR a Princesa Kesang Wangmo
    - Lorde Jigme Namgyel Dorji
    - Lady Tenzin Wangmo
    - Lorde Singye Palden
    - Lorde Ugyen Norbu
- SAR o Príncipe Namgyel Wangchuck
  - SAR a Princesa Choki Ongmo Wangchuck
  - SAR a Princesa Deki Yangzom Wangchuck
  - SAR a Princesa Pema Choden Wangchuck
- Lady Deki Choden
- Lady Sonam Yulgyal
- Lady Lhazen Nizal Rica
- Lorde Jigme Namgyal
- Lorde Wangchuk Dorji Namgyal
- Lady Yiwang Pindarica
- Lady Namzay Kumutha
- Lady Namden
- Lorde Namgyal Dawa
- Lorde Wangchen Dawa
- Lorde Leon Rabten

#### Outros Convidados
- Rahul Gandhi, secretário-geral do Congresso Nacional Indiano
- M.K. Narayanan, o governador de Bengala Ocidental
- Jyotiraditya Madhavrao Scindia, ministro indiano de Comércio e Indústria
- Vários delegados holandeses visitaram o Butão e os Países Baixos ofereceram tulipas para o casal real.